# Веселівка (Гайсинський район)
Весе́лівка (до 1946 — Вищий Ташлик) — село в Україні, у Теплицькій селищній громаді Гайсинського району Вінницької області. Населення становить 1011 осіб.

## Назва
До 1946 року село називалося Вищий Ташлик. У праці Юхима Сіцінського «Приходы и церкви Подольской епархии» зазначається, що у XVIII ст. за деякими документами називався Кривим Ташликом. Це пояснюється тим, що село розміщене не прямою лінією, а кривою відносно до Нижчого Ташлику.

## Географія
Розташоване на Подільському плату  на березі річки Удич, притоки Південного Бугу, за 14 км від центру громади та за 20 км від залізничної станції Кублич. Територія сільської ради межує є Костюківською, Сашанською, Удицькою, сільськими радами Теплицького району та Серединською і Серебрійською сільськими радами Бершадського району. Біля села є курган доби бронзи. Земля чорноземна і плодюча.

## Історія
Поселення Вищий Ташлик згадується в історичних документах вже на початку XVI ст. Вважають, що першими поселенцями села були козаки. Починаючи з 1582 — по 1645 рік село переходило з рук в руки. Від частих змін власників погіршувалось життя селян, а вже на початку XVII ст. їх повністю закріпачили. У 70-х роках XVIII ст. село було власністю магнатів Потоцьких. І навіть після реформи 1861 року жителі залишилися в повній залежності від поміщиків Капустинського, Лікковського, цукровиробника Маньковського, місцевого поміщика Костика Гаврила та заможних селян Самелюка Семена, Закревського Миколу, Устима і Марка Костиків. Селяни голодували. 392 двори селян володіли 630 десятинами землі, 80 господарств було зовсім без землі. Майже все населення було безграмотне. У селі був писар, волосний управитель, учитель із помічником, фельдшер. Медична допомога була лише платною.
У 1892 відбулася перша спроба переселити населення поширенням брехливих чуток щодо видання урядом родючих земель у Семипалатинській області і на Амурі, включаючи безкоштовне перевезення залізницею і видача усього для домашнього господарства. Роз'ясненню священника і волостного управителя люди повірили. Усього зібралося 200 душ, які поділились на дві партії. Перша вирушила до Києва і звернулась до начальства, яке дало розпорядження відправити їх назад. Другу партію вернули назад із Христинівського вокзалу. Отже перша спроба переселення закінчилася розоренням їхнього господарства.
Друга спроба переселення відбулася 1893 році зі запрошення поміщика з Волині. Жителі села поїхали купити на виплат у поміщика землю, заплативши по 10 рублів за десятину. У перше літо селяни зрозуміли свою помилку, бо земля виявилася низькоякісною і неврожайною, і вони повернулися назад. Проте повернути в рідному селі вони змогли лише хату, а земля зосталась за покупцем.
Демобілізація селян для японської війни ще більше їх обездолила. У часи Жовтневого перевороту були лише таємні підпали панських скирт та забирання зерна з амбарів. Також селяни ділили панське майно між собою. У грудні 1917 року в селі було створено Ревком. У 1920 році обрано Комітет незаможних селян та сільську Раду, а її головою обрано В. Ф. Яцунського. Активними учасниками Комнезаму були С. О Вечір, А. М. Шпетний, О. Ю. Стецюк, Г. І. Мазуренко, Я. С. Чернега. Вони встановлювали порядок та вели боротьбу з бандитизмом. 1921 року під час вилазки бандити вбили голову сільської Ради В. Ф. Яцунського та активіста Ф. Ф. Яцунського. Новим головою було обрано Г. І. Мазуренка.
16 березня 1921 року Вищий Ташлик, разом зі Нижнім, були зайняті повстанцями Лиха та Хмари.
У 1924 році в селі була створена комсомольська організація. Комсомолці та актив села організували спортивний та літературний гуртки. Молодь щонеділі збиралася в хаті-читальні, де читали і розповідали зміст творів Т. Г. Шевченка, Лесі Українки та інших письменників; читали газети й журнали. З ініціативи комсомольців М. Кащука та С. Семелюка були створені гуртки для навчання грамоти дорослого населення.
1925 року, з допомогою Удицького цукрозаводу, було створено товариство «Цукровий буряк», насінням цукрових буряків і сільськогосподарським реманентом. В 1929 році в селі було створено товариства по спільному обробітку землі: «Трудових» — голова Барабаш Михайло, «Надія» — голова Вечір Семен. Роботі товариств перешкоджали заможні селяни, вони захищали своє майно, тому актив села та комсомолці діяли грабіжницькими методами: відбирали у заможних селян сільськогосподарський реманент, відбирали худобу, забирали покрівлю з металу, а заможних селян висиляли до Сибіру, Казахстану, Білорусі, а на землях відібраних у них було створено товариство зі спільного обробітку землі ім. Т. Шевченка. У 1930 році два товариства «Трудовик» і «Надія» об'єдналися в колгоспи ім. Куйбишева. Головою було обрано М. Барабаша, а головою правління колгоспу ім. Шевченка — М. Кибальчука. У 1931 році в селі відкривається семирічна школа, де щорічно навчається до 500 учнів. Цього ж року також клуб і поштове відділення.
Під час Голодомору (1932—1933 роки) у селі Веселівка загинуло понад 200 осіб (за спогадами). На старому кладовищі була вирита велика могила, куди звозили всіх померлих. У 1980-х роках збудували «Універсам», а рештки пращурів разом із землею котловану вивозились на дамбу, яку насипали при будівництві ставу. Комуністичним режимом кладбище було зруйноване, переоране і засіяне кукурудзою, а решту території використовували під стадіон. У 1937—1938 роках, у часи великого терору, деяких жителів села висилали до Казахстану, Білорусі й на Північ.
Напередодні німецько-радянської війни колгосп мав молочно-тваринницьку ферму, свиноферму, вівцеферму, птахофабрику, велику конеферму. Врожай зернових становив 25-30 ц. з га, цукрових буряків 200—300 ц з га. На кінець липня 1941 року німецькі загарбники окупували всю територію Вінницької області, включаючи Вищий Ташлик. На захист Вітчизни з села пішло близько 725 осіб. На каторжні роботи до Німеччини було вивезено 89 юнаків та дівчат, половина з них не повернулась. Колгоспні господарські будинки були зруйновані, селян та хворих юнаків і дівчат, що не вивезли до Німеччини гонили на відновлення доріг. На фронтах загинули 187 жителів с. Веселівка. У боях за визволення Вищого Ташлика відзначився сержант В. Єсичко, командир відділення колишнього 929–го стрілецького полку. 9 березня 1944 року біля селища Войтівка полк проривав оборону ворога. На цій ділянці знаходилися добре укріплені гітлерівці. Під час наступу 6-ї стрілецької роти був поранений командир взводу і його місце замінив В. Єсичко. За заміну в бою командира взводу за мужність і відвагу Указом Президії Верховної Ради СРСР від 13.03.1944 р. старший сержант В. Єсичко був нагороджений орденом Леніна. Село Вищий Ташлик було звільнено від німецьких окупантів військами 52-ї армії 2-го Українського фронту 11 березня 1944 року.
За рішенням загальних зборів села у 1946 році село перейменували на Веселівка, яке відносилось до Джулинського району, Вінницької області. У перші післявоєнні роки село відбудовувалося, відновлювалося сільське та тваринне господарство. Від держави було отримано 5 тракторів, за кермо яких сіли жінки. Було побудовано 4 корівники на 100 голів, 2 телятники кожен на 150 голів, 2 свинарники на 100 голів, птахоферму, вівцеферму, конеферму, зерносховище на 4500 ц. зерна та інші будівлі, а також 200 хат та 148 перебудовано. У 1957 році до села було приєднано хутір Бутове. У 1962 році колгоспники за свою працю одержали по 1,8 кг хліба і по 1 крб. 10 коп. Того ж року колгосп побудував школу на 13 класних кімнат, де працювало 24 учителі. У 1968 році було відкрито новий магазин «Універмаг». У 1992 році колгосп ім. Куйбишева на загальних зборах було перейменоване в КСП «Веселівське», який отримав у користування 1927 га орної землі, 28 тракторів, 8 комбайнів, 18 автомобілів. Після відбудови в селі були кузня, майстерня з обробки деревини й металу, клуб, кінотеатр, поштовий відділ, млин, пекарня, олійня, дитячі ясла, амбулаторію, фельдшерсько-акушерський пункт, будинок культури.
12 червня 2020 року, відповідно розпорядження Кабінету Міністрів України № 707-р «Про визначення адміністративних центрів та затвердження територій територіальних громад Вінницької області», село увійшло до складу Теплицької селищної громади.
19 липня 2020 року, в результаті адміністративно-територіальної реформи і ліквідації Теплицького району, село увійшло до складу Гайсинського району.

## Населення
Станом на 1885 рік у колишньому власницькому селі Вищий Ташлик Теплицької волості Гайсинського повіту Подільської губернії мешкало 1276 осіб, налічувалось 195 дворових господарств, існували православна церква, постоялий будинок, кузня та 2 водяних млини.
1892 в селі існувало 199 дворових господарств, проживало 1932 мешканців.
За переписом 1897 року кількість мешканців зросла до 2023 осіб (989 чоловічої статі та 1034 — жіночої), з яких 1997 — православної віри.
1905 року у існувало 429 дворових господарств, проживало 3070 мешканців, існувала православна церква, 2 церковно-приходські школи, водяний млин, заїжджий будинок.

## Економіка
Промислові підприємства відсутні. Сільським господарством займається АФ ПСП «Ташлик», який орендує 1519,65 га земель власників земельних паїв та 47,21 га земель резервного фонду. Організація займається вирощуванням пшениці, ячменю, кукурудзи, сої, соняшника, гречки. На фермах усього утримується 337 голів великої рогатої худоби та 394 свиней.

## Релігія
Жителі здавна православні, хоча в XVIII ст. були навернуті в унію, а в кінці XVIII ст. знову повернуті до православ'я. У селі також проживали євреї.[джерело?]
Перший храм був побудований в 1781 році з дозволу уніатського архієпископа Іасона Смогоржевського на прохання власника Вищого Ташлика Салезія Потоцького.
У проханні вказано: «що поселення знов залишається і тому бажано побудувати храм». Храм був дерев'яний, довгастий, але пізніше був розширений двома боковими прибудовами і одержав вигляд хреста. Він носив ім'я св. Безсрібників Косми і Даміана.
У 1875 році на церковиці першого храму, почав будуватися другий храм. Будівництво було закінчено в 1879 році, а старий храм був розібраний і придатний матеріал був використаний на огорожу кладовища. У 1865 році відкрита церковно-приходська школа. У 1898 році відкрита народна чайна і читальня при ній.

## Освітні заклади
- Веселівська загальноосвітня школа І—ІІІ ступенів
- Дошкільний навчальний заклад «Сонечко».
- Веселівська сільська бібліотека

## Вшанування
У центрі села знаходиться пам'ятник у боротьбі зі фашистами в німецько-радянській війні та участь у партизанському русі. Біля нього дві могили. В одній лежить льотчик Вернер Анатолій Олександрович, збитий біля Веселівки і розстріляний фашистами, а в другій — юний партизанський розвідник із партизанського загону Стародуба Івана Івановича — Черлінко Василь Степанович.

## Пам'ятки
- Бутова — ландшафтний заказник місцевого значення.
- Сашанська левада — ландшафтний заказник місцевого значення.

```
Курганні могильники доби бронзи.
```

## Відомі особи
- Пугачевський Григорій Федорович (нар. 13 квітня 1935) — доктор технічних наук, професор, академік Української технологічної академії.
- Кащенко Олександр Володимирович (нар. 30 травня 1949) — спеціаліст зі архітектурного навчання, кандидат технічних наук, професор, декан архітектурного факультету КНУСА.